# 亨利埃塔鎮區 (北達科他州拉穆爾縣)
亨利埃塔鎮區（英語：Henrietta Township）是位於美國北達科他州拉穆爾縣的一個鎮區。

## 地方資料
亨利埃塔鎮區的面積為93.35平方千米，當中陸地面積為93.28平方千米，而水域面積為0.08平方千米。根據2020年美國人口普查的數據，當地共有人口78人，而人口密度為每平方千米0.84人。